# Wichtig (Album)
Wichtig ist das Debütalbum der Hamburger Band Die Sterne. Es erschien im März 1993 auf dem Label L’age d’Or.

## Titelliste
1. Mach die Tür zu, es zieht – 3:16
2. Telekomm – 2:36
3. Baustoffhandel, 1. Stock – 2:59
4. In Klammern – 3:31
5. Wichtig – 4:14
6. Anfang verpasst – 1:50
7. Rockmühle – 3:39
8. Alles oder niemand – 3:30
9. Sowieso drin – 3:13
10. Ohne Titel – 1:41
11. Jenseits von Eden – 4:21
12. Meine Oma – 1:37
13. Idiotensport – 3:11
14. Unter Geiern – 11:22
15. Hier (feat. Pornoe) – 4:25

### Titelinformationen
Der zehnte Titel dieses Albums heißt nicht Ohne Titel, sondern er hat keinen Titel.

## Veröffentlichungen
1993 wurde auch eine Mini-CD veröffentlicht, die ebenfalls Wichtig heißt und die Titel Wichtig, Telekomm und Hier enthält. Diese gilt allerdings nicht als Single, sondern wird als Mini-Album bezeichnet. Darüber hinaus wurden aus diesem Album keine Singles ausgekoppelt.
Das Album wurde 2005 zusammen mit der EP Fickt das System von 1992 wiederveröffentlicht. Die Titelliste dieser Veröffentlichung unterscheidet sich von der hier beschriebenen. Es fehlen die Titel Ohne Titel und Unter Geiern, dafür wurden die Lieder Fickt das System, Unkonzentriert, Alles wird teurer und Anfang verpasst der EP angehängt.